# 庶路川

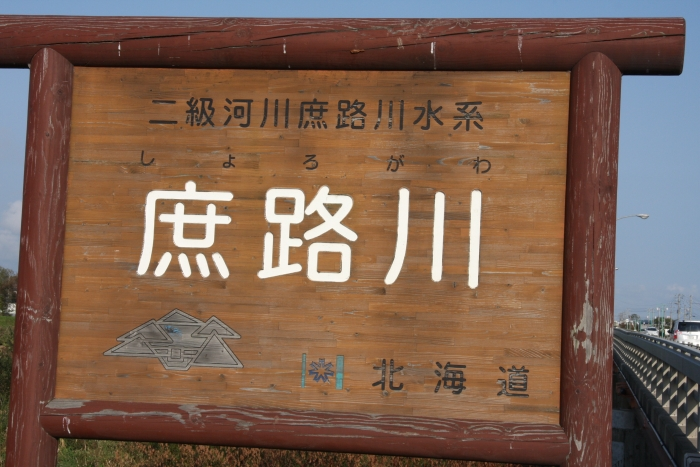
庶路橋にある庶路川の河川標識

庶路川（しょろがわ）は、北海道白糠郡白糠町を流れる二級河川で庶路川水系の本流である。シシャモが遡上する川として知られている。

## 地理
北海道白糠郡白糠町北部の釧路市と足寄郡足寄町との境界に位置する阿寒富士に源を発し南へ流れる。庶路ダムを経て、白糠町恋問付近で太平洋へと注ぐ。

## 川名の由来
アイヌ語に由来し、かつては「ショロロ」「ソロロ」と呼ばれていた。
原義は諸説が示されているが、山田秀三は国鉄発行の『駅名の起源』が1947年版から採用する「ソオロ（so-oro）」（滝・のところ）説を自然な説と評価した上で、これが訛って語尾にロが付き「ショロロ」となったのではないか、としている。また幕末期に上原熊次郎の著した文献などに「ショロロ（ソロロ）」は「順風」の意であるとする文献もあるが、これについて山田は「シヨロロという言葉を聞いたことがない」としている。

## 流域の市町村
北海道
釧路総合振興局白糠郡白糠町

## 支流
- コイボクショコツ川 - 本流
- コイカクショコツ川
- クッチャロベツ川
- ホロカショロ川（庶路ダムに流入）
- シケレベ川（庶路ダムに流入）
- パナハンポ川
- クオマナイ川
- 石の花川
- クショナイ川
- オニヨップ川
- タンネナイ川
- シリクロチ川
- エザキ川
- オレウケナイ川
- イルモクンナイ川
- トマリベツ川
- コイトイ川

## 主な橋梁
- 大曲橋
- オニヨップ大橋
- 中庶路橋
- 清渓橋
- ひまわり橋
- 庶路川橋梁 - JR根室本線
- 庶路橋 - 国道38号
- 庶路2号橋 - 町道明治通り